# 荷西·韋拿斯基斯
荷西·韋拿斯基斯(José Manuel "Sema" Velázquez Rodríguez，1990年9月8日—），是一名委內瑞拉的職業足球運動員，司職後衛，現效力葡萄牙足球超级联赛球會阿洛卡。

## 榮譽
安索阿特吉競技
- 委內瑞拉杯: 2008

瓜亞那礦工
- 委內瑞拉杯: 2011

## 外部連結
- Scoresway Profile
- BDFutbol profile （页面存档备份，存于）
- Goal.com Profile （页面存档备份，存于）
- 荷西·韋拿斯基斯 – FIFA國際賽競賽紀錄 (存檔)